# ベズプレーチュヌイ (駆逐艦・3代)
ベズプレーチュヌイ(ロシア語:Безупречныйビズプリェーヌィイ)は、ソ連・ロシア連邦の駆逐艦(艦隊水雷艇:Эскадренный миноносец)である。艦名は「申し分のない、非の打ち所のない」といった意味のロシア語の形容詞で、ロシア帝国時代以来代々使用されてきた由緒ある艦名である。

## 概要
1979年2月21日、956 「サルィーチ」設計艦隊水雷艇の5番艦となる工場番号第865号艦がソ連海軍に登録された。この艦は、1980年にレニングラート(現サンクトペテルブルク)の第190造船工場(A・A・ジュダーノフ記念工場、現セーヴェルナヤ・ヴェールフィ)で起工、ベズプレーチュヌイと命名された。1983年8月には進水、1985年11月6日には竣工し、1986年1月7日には赤旗受賞北方艦隊に配備された。
ベズプレーチュヌイと4番艦オスモトリーテリヌイは、艦橋頂上部に搭載された捜索レーダーが「フレガートM2」となっているのが特徴であった。このレーダーは、3番艦までに搭載されていたレーダー「フレガート」と6番艦以降に搭載された3次元レーダーMR-750「フレガートMA」の過渡期に当たるレーダーであり、その外観も両者の中間的な形状を成していた。
ベズプレーチュヌイの活動範囲は、主として大西洋や地中海であった。そうした中、1984年6月2日から6月5日にかけてリビアのトリポリを訪問、1990年7月9日から7月13日にかけてはイギリスのポーツマスを訪問、1991年2月20日から2月24日にかけてはエジプトのアレクサンドリアを訪問した。その後、1991年のソビエト連邦の崩壊により、グレミャーシチイはロシア海軍に転属した。
1993年11月3日には、オーバーホールのためサンクトペテルブルクに入港、1994年からセーヴェルナヤ・ヴェールフィにて工事は開始された。しかし、1990年代にロシアを襲った深刻な経済不振により作業は遅延、最終的に2002年には修理を断念して海軍より除籍された。